# Albaniens statsskick
Albaniens styrelseskick är det politiska system som reglerar den offentliga styrningen av Albanien. Statsskicket bestäms och upprätthålls av den skrivna konstitutionen (Kushtetuta e Shqipërisë).
Albanien är en representativ parlamentarisk republik, där landets president innehar ämbetet som statsöverhuvud och premiärministern är huvudet av regeringen. Landets verkställande makt utövas av regeringen. Den lagstiftande makten ligger både hos regeringen och det albanska parlamentet (Kuvendi i Republikës së Shqipërisë). Sedan implementeringen av ett pluralistiskt system 1994 har flerpartisystemet dominerats av Albaniens socialistparti och Albaniens demokratiska parti. Parlamentsval hålls vart fjärde år. Det senaste parlamentariska valet i Albanien ägde rum den 25 juni 2017.
En ny konstitution godkändes genom ett referendum i november 1998. Den ersatte den tillfälliga lagen som gick igenom i april 1991 då den kommunistiska tidens konstitution från 1976 annullerades.

## Lagstiftande makt

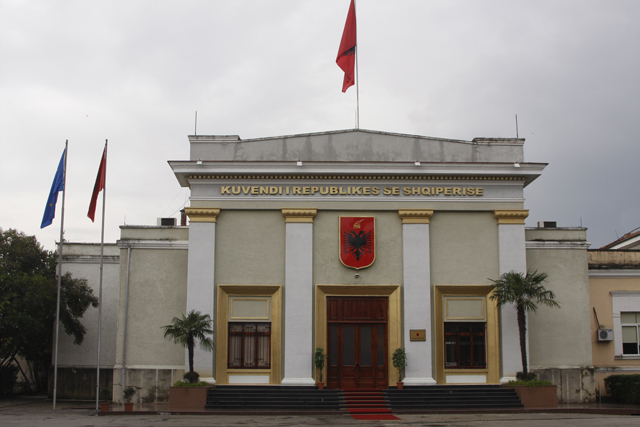
Albaniens parlament

Folkförsamlingen (Kuvendi i Republikës së Shqipërisë) stiftar lagarna. Det innefattar 140 deputerade, varav 100 väljs direkt genom absolut majoritet av rösterna och 40 tillsätts för partierna enligt proportionalitetsprincip. Ordföranden leder Folkförsamlingen och har två vice ordförande. Det finns 15 permanenta kommissioner (utskott). Val till Folkförsamlingen hålls minst vart fjärde år.
Folkförsamlingen bestämmer riktlinjerna för inrikespolitiken och utrikespolitiken, kan göra tillägg till konstitutionen, kan förklara krig mot ett annat land, kan för Albaniens räkning ingå i (ratificera) och utträda ur internationella avtal, väljer och tillsätter president, tillsätter ledamöter av Högsta Domstolen, tillsätter överåklagare och dennes ställföreträdare och kontrollerar den statliga radion och televisionen, den statliga nyhetsbyrån och andra officiella nyhetskanaler.

## Verkställande makt

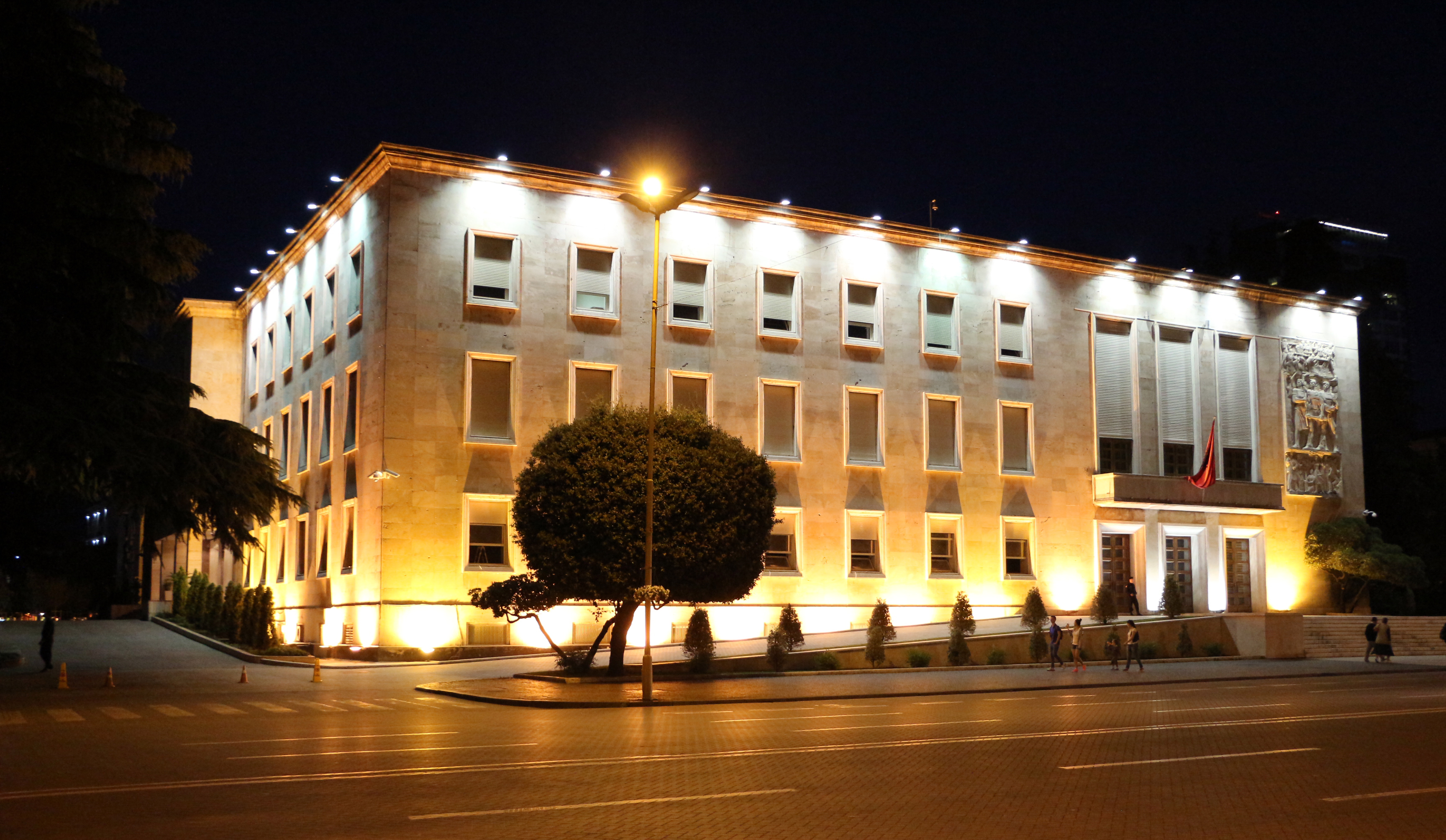
Premiärministerns byggnad på Bulevardi Deshmoret e Kombit 7 i Tirana.

Ministerrådet (kabinettet) består av 17 ministrar och 9 statssekreterare och har den verkställande makten. Det ansvarar för både utrikespolitiken och inrikespolitiken. Det leder och kontrollerar ministerierna och andra statliga myndigheter. Presidenten utser dess ordförande (premiärministern). De andra ministrarna nomineras av presidenten efter ordförandens rekommendationer. Ministerrådet måste slutligen godkännas av Folkförsamlingen.

## Statschefen

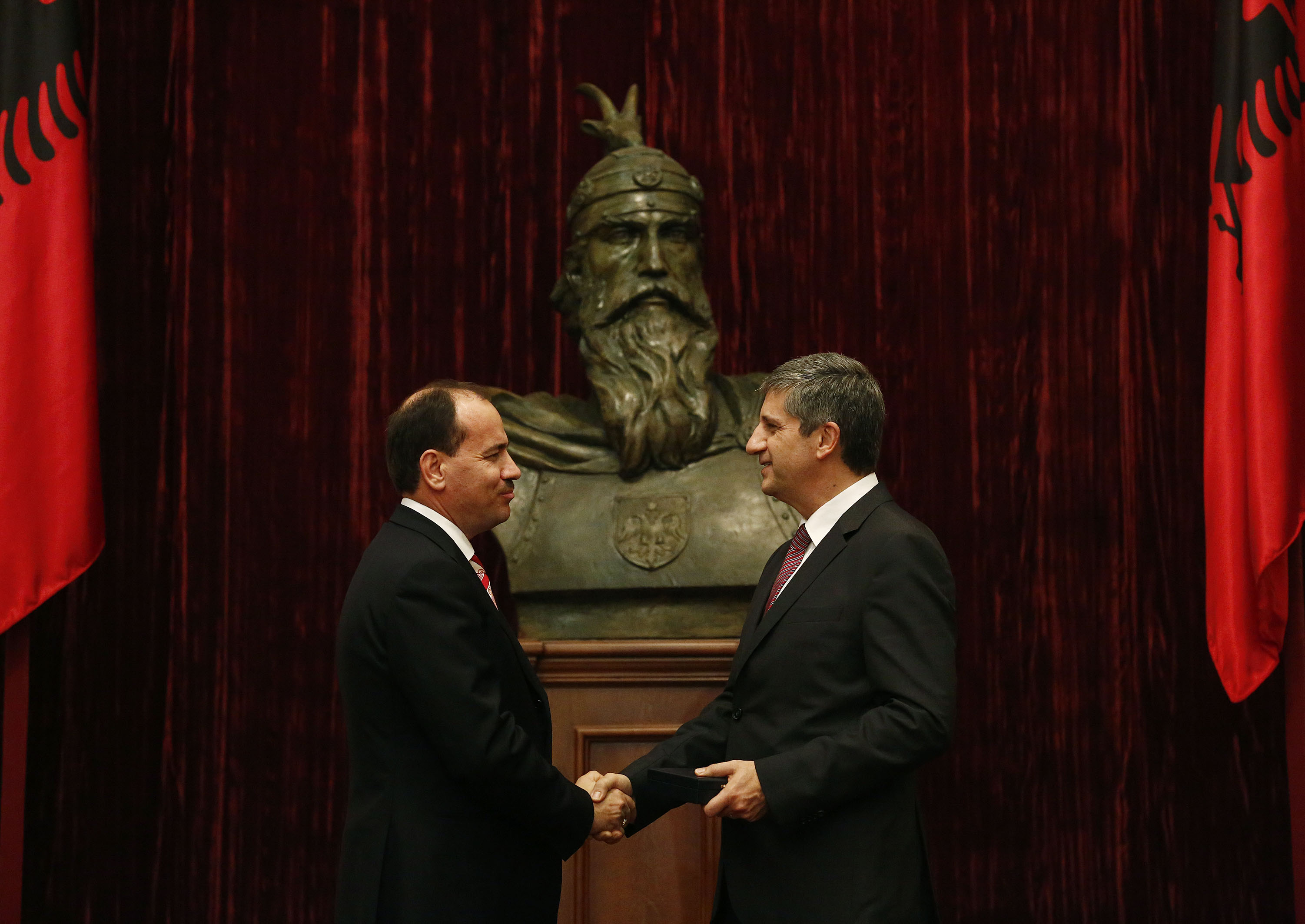
Bujar Faik Nishani, Albaniens president sedan 2012.

Den albanska republikens statschef är presidenten. Presidenten innehar en femårig mandatperiod och väljs av det albanska parlamentet genom en sluten omröstning, vilket kräver två tredjedelars majoritet av röstetalet för samtliga ledamöter. Nästa ordinarie presidentval inträffar år 2017. Landets nuvarande president Bujar Nishani valdes den 11 juni 2012 av det albanska parlamentet med en klar majoritet, efter att parlamentet tidigare misslyckats komma överens om en förvaltare vid tre tidigare tillfällen. Nishani gav ämbetseden den 25 juli 2012.
Presidenten har befogenheten att garantera observationen av landets konstitution och lagar, agera som överbefälhavare för de väpnade styrkorna, utse ordförande i ministerrådet (premiärministern) samt utöva det albanska parlamentet arbetsuppgifter, då parlamentet inte sammanträtt.

## Dömande makt

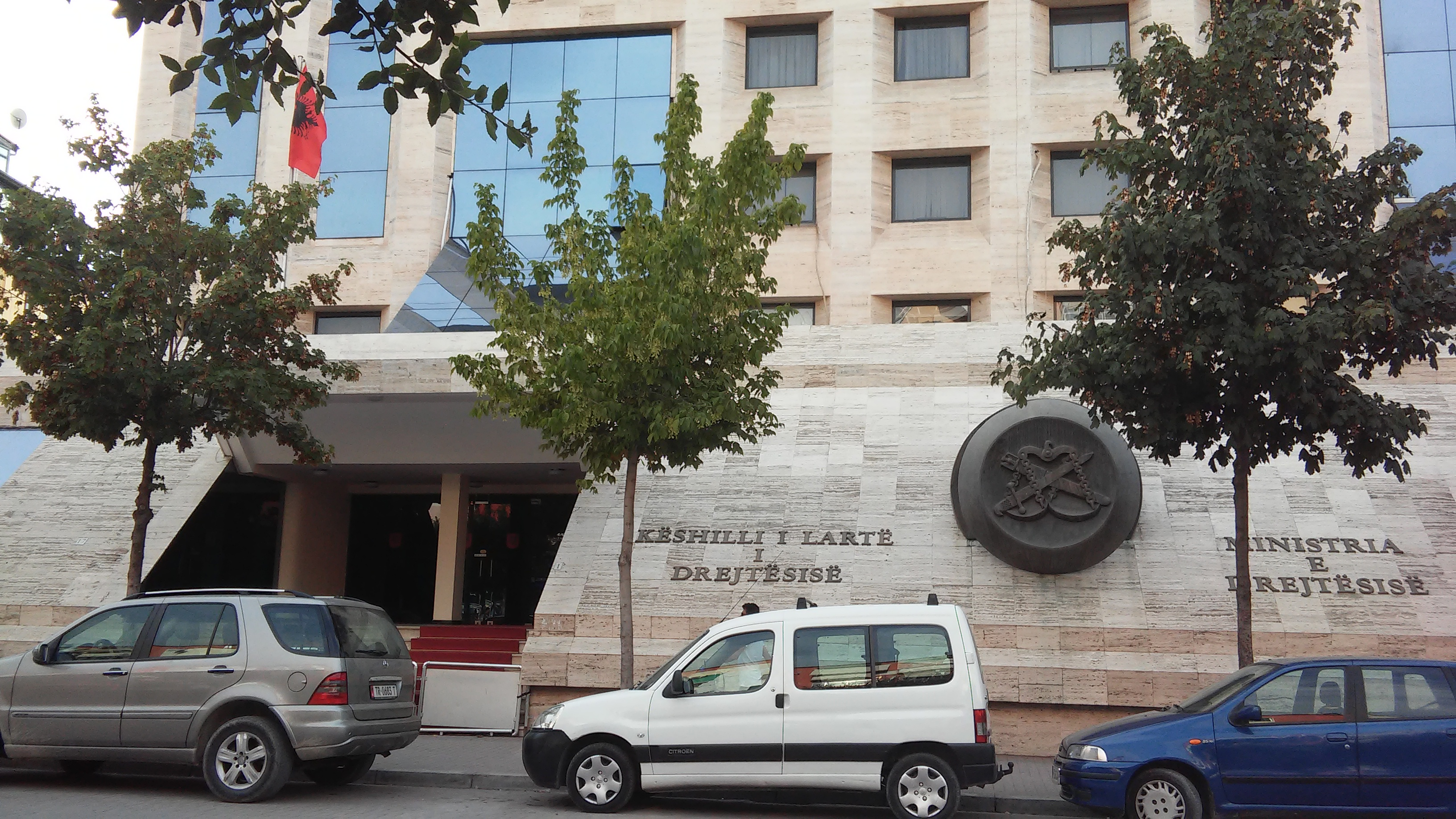
Högsta domstolens huvudbyggnad Gjykata e Lartë e Shqipërisë på Rruga Deshmoret e 4 Shkurtit i Tirana.

Domstolsväsendet i Albanien består av en författningsdomstol, kassationsdomstol, appellationsdomstol och tingsrätt. Nio ledamöter utses av parlamentet för att tjänstgöra i författningsdomstolen på en ett års period. Det är författning domstolens uppgift att tolka landets konstitution, bestämmer det grundlagsenliga i lagar samt löser tvister mellan lokala och federala myndigheter. De återstående domstolarna är uppdelade i 3 jurisdiktioner; civil, militär och brottsling. Kassationsdomstolen är den högsta domstolen och består av elva ledamöter med ett mandat på sju år. Dessa ledamöter utses också av det albanska parlamentet. Republikens president är ordförande i det högsta rådet för rättvisa (HCR) och har befogenheten att utse samt avskeda domare. År 1997 skedde en ändring i albanskt regelverk.

## Administrativ indelning
Albanien är indelat i tolv län. Länen utses av ministerrådet. Varje län består av flera distrikt (Reths), av vilka det finns 36. Varje distrikt har sin egen lokala administration och guvernör. Distriktets guvernör väljs av kommunfullmäktige, vars medlemmar utses utifrån val listor utfärdade av de olika partierna i de lokala valen. Borgmästaren väljs således direkt av folket, medan guvernören väljs med hjälp av proportionell representation.